# Serial Film Corporation
Serial Film Corporation foi um estúdio cinematográfico estadunidense fundado em 1916, presidido por William Steiner e localizado em Cliffside, Nova Jérsei. Foi o responsável pela produção do seriado The Yellow Menace, de 1916, em que atuou a esposa de Steiner, Marie Treador.

## Histórico
William Steiner inicialmente numa parceria com William Paley formou a Paley & Steiner, que através da Crescent Films, ativa em Nova Iorque entre 1904 e 1905, pioneira em “imagens em movimento”. O Edison Studios, através da Motion Picture Patents Company, começou um processo de repressão aos produtores independentes e, em 1905, a Paley & Steiner já se dissolvera.
Steiner começou, em seguida, a Imperial Motion Picture Company, incorporada em 3 de março de 1908, com escritório na 44 West 28th St., Nova Iorque.
Em 1910, William Steiner fundou a Yankee Film Company, e mais tarde encabeçou a Serial Film Corporation, em Nova Jersei, cujo lançamento inicial foi o seriado The Yellow Menace, de 1916.
Em 1917, Steiner fundaria a Jester Comedy Company, em Jacksonville, que veiculava as comédias que ficaram mais conhecidas como "Tweedle Dee and Tweedle Dum", e na década de 1920 e 1930, a William Steiner Productions, produzindo Westerns B.

### Filmografia
- The Yellow Menace (1916)